# 岸田繁
岸田 繁（きしだ しげる、1976年4月27日 - ）は、日本のシンガーソングライター、ギタリスト。ロックバンドくるりのボーカリスト兼ギタリスト。元京都精華大学特任准教授。

## 来歴
1976年、京都府京都市北区に生まれる。岸田家は代々仏具製作業だったが、養子だった曽祖父が東山区本町でパン屋を始めて成功し、大地主となった一族。広告代理店勤務の父親の昭夫がクラシック好きであったため、幼少の頃からクラシックなどに親しんでいた。小学校時代は走るのは速かったが、球技などが苦手で目立たない子供だったと語っている。身長が低いことにもコンプレックスをもっていたとのこと。音楽面では京都市交響楽団の公演を父親とともに見に行くこともあったという。小学校6年生のとき、通っていた学習塾でいじめに遭いそれがきっかけで私立中学の受験を決意する。地元では、女の子には好かれていたという。
立命館中学校時代からロックなどにも興味を持ち始める。ビートルズやボブ・マーリー、ヤードバーズなどの古典ロックやレゲエやソウルに親しむ一方、ラジオで掛かっていたヒット曲やクラブ・ミュージックにも傾倒していたという。特に音楽教育を受けることのなかった岸田だが、この頃ガットギターの練習を始め、学校の音楽教師に勧められた古典和声の勉強を始めた。また、レッド・ツェッペリンなどをコピーしながらギターを修得していったという。
高校2年生の頃から同級生と洋楽ロックのコピーバンドを結成しギタリストとして参加する一方、4トラックのMTRで自宅録音に熱中し、作曲やギターの腕を磨いていったという。高校3年生の時に佐藤征史と出会い、ロックバンドを結成しオリジナル曲をレパートリーにしていったという。
1995年、立命館大学産業社会学部に入学。同時に大学の音楽サークルである「ロックコミューン」に入部する。そこで森信行や大村達身と出会い、紆余曲折を経て佐藤、森とともにバンド活動を開始する。1996年9月、アマチュアバンドコンテストに出演するためバンド名を「くるり」と命名し正式に結成。優勝し活動を本格化させる。
1997年7月、第1回フジロックフェスティバルを観覧。台風が直撃し色々とひどい目にあったが、レイジ・アゲインスト・ザ・マシーンやフー・ファイターズの演奏を観て刺激を受けたメンバーは、その直後のレコーディングでバンドとしての転機を迎えることになる。インディー・レーベルのディレクターを介して知り合ったシュガーフィールズの原朋信の自宅でのレコーディングだが、レコーディング時に原からアンアーバー (Anarbor) の曲を聴かされ、感銘を受けて後の代表曲である『東京』を作り上げ、11月にBad News Recordsよりインディーズ1stミニアルバム『もしもし』、2ndミニアルバム『ファンデリア』を矢継ぎ早にリリースする一方、ライブを中心に話題を集め、1998年10月に佐久間正英の手により再録された『東京』をリリースしメジャーデビューした。1999年4月、メジャー1stアルバムである『さよならストレンジャー』をリリース。以後、くるりのボーカリスト、ソングライター、ギタリストとして現在も活動している。
2004年から京都大学の学生だったドラマー、川本真太郎とともに京都出身バンドを中心とした音楽イベント、みやこ音楽祭を開催。毎年くるりとして出演している以外に、2005年には堀江博久とともに「Theかまどうま/エレクトリック・カマドウマ」名義でも出演している。
2011年公開の映画『まほろ駅前多田便利軒』で音楽を担当し、同映画のサウンドトラックで初めてソロ名義の作品を発表した（主題歌「キャメル」と「まほろ駅前多田便利軒」はくるり名義）。作品は東欧風のブラス・アレンジや弦楽四重奏など、ジャズやクラシック音楽への接近が散見出来るもので、近年の岸田の作風を感じさせるものとなっている。
2007年のウィーンでのレコーディングなどを契機にクラシック音楽への興味が深まった岸田は、日本国内のロック・ミュージシャンとしては異例のオーケストラ作品を書きおろす。2016年には京都市交響楽団の委嘱で「交響曲第1番」を作曲、広上淳一の指揮で初演された。他にも、2017年末、指揮者の佐渡裕による一万人の第九に書き下ろした『ほんの小さな出来事のためのファンファーレ』や、TOYOTAの企業広告向けに書き下ろした『管弦楽のためのシチリア風舞曲』など、数多くの管弦楽作品を手掛けるようになった。2018年12月には新たに制作した二作目となる交響曲「交響曲第2番」を初演予定。
管弦楽作品、映画劇伴以外のソロ作品としては、JR東日本とのタイアップ・シングルで、山下達郎を想起させるアカペラ・クワイヤー曲『そばを食べれば』や、中川敬のカヴァー曲『潮の道』などがある。
2015年には奥田民生、伊藤大地とともにロックバンド、サンフジンズを結成し、アルバム制作、全国ツアーも行なった。
2016年、京都精華大学ポピュラーカルチャー学部客員教授に就任。2017年からは拠点を京都に戻し、2018年からは同大学の特任准教授に就任している。

## 人物
自他共に認める筋金入りの鉄道ファンであり、自身の楽曲の詞の中に鉄道を登場させたり鉄道をモチーフにした楽曲も多数ある。鉄道雑誌『レイルマガジン』にもコラムを連載していた時期があった。テレビ朝日系『タモリ倶楽部』のタモリ電車クラブゴールド会員。同番組では、車両の床に耳をつけ、モーター音を聴くなどしている（中でも「モーターの中の冷却ファン音が堪らない」とのこと）。くるりの「赤い電車」は、2005年に京浜急行電鉄からの依頼で作成された。(当時の京浜急行電鉄の社長小谷昌がくるりメンバーと同じ京都府出身という縁から)
熱烈な広島東洋カープファンで、2006年に始球式やゲスト解説、2018年には日本シリーズ試合前の国歌独唱も行なった。
少年時代は視力が良く、本人曰く数キロ先のバス停の文字も余裕で見えるほどであったが、テレビゲームに熱中するうちに悪くなっていった。学生時代はコンタクトレンズを愛用していたが、煮沸消毒を怠り数日間嵌めっぱなしで過ごした結果、雑菌が繁殖して目が白く濁り痛みを伴うようになったため、渋々眼鏡をかける事になった。しかしそれからバンドが良い感じになったため、以降眼鏡キャラを通している。
本人曰く便器マニアでもあり、流れる音を聞いただけで型番がわかる。
ミュージシャンの奥田民生を尊敬しており、交友も深い。
役者の永山瑛太とは時々食事に行くなどの交友がある。
音楽的嗜好は幅広い。特にザ・フーやビートルズなどの60年代のUKロックやブルー・アイド・ソウル、ジャズやクラシック、ワールドミュージックに至るまで様々な要素を自身の作曲に取り入れている。フジファブリックの志村正彦は「岸田さんはブラジルの音楽を沢山知っているから、音楽談義・話が通じる」と日記で語っている。
子供がおり、「ドンじゅらりん」のジャケットは息子が書いている。

## 主な作品
| 発売日         | タイトル                   | 規格品番   | 備考                                                    |
| -------------- | -------------------------- | ---------- | ------------------------------------------------------- |
| 2017年10月26日 | そばを食べれば             |            | 「スキです。駅そばキャンペーン 2017」キャンペーンソング |
| 2015年4月15日  | 岸田繁のまほろ劇伴音楽全集 | VICL-64223 |                                                         |
| 2017年5月24日  | 岸田繁「交響曲第一番」初演 | VICC-60944 |                                                         |
| 2019年3月27日  | 岸田繁「交響曲第二番」初演 | VICC-60955 |                                                         |
| 2020年6月3日   | ドンじゅらりん             |            | NHK『みいつけた!』内 / 作詞・作曲                       |

### その他
- 広末涼子『RH Remix』（2001年08月29日）
3.大スキ! Remixed by 岸田繁 from くるり
- DVD『LIVE SPEEDSTAR EXPRESS ～15歳の初体験～』（2008年3月26日）
4.エーデルワイス／Cocco×岸田繁
5.強く儚（はかな）い者たち／Cocco×岸田繁
6.在る種マッシュ／Cocco×岸田繁
7.スーパー・ハッチラバー／Cocco×岸田繁
- 渡辺大知,峯田和伸,岸田繁『どうしようかな』（2009年7月08日）
- 『まほろ駅前多田便利軒』オリジナル・サウンドトラック（2011年4月13日）
- マイア・ヒラサワ『WHAT I SAW』（2013年5月22日）
13.THE ONES feat. 岸田繁(from くるり)
- 中村一義『20121221-博愛博 2012-<タワーレコード限定>』（2013年6月18日）
6.犬と猫 - 中村一義 meets 岸田繁／佐藤征史(くるり)+玉田豊夢(100s)
7.ここにいる - 中村一義 meets 岸田繁／佐藤征史(くるり)+玉田豊夢(100s)
8.ジュビリー - 中村一義 meets 岸田繁／佐藤征史(くるり)+玉田豊夢(100s)
9.ショートホープ - 中村一義 meets 岸田繁／佐藤征史(くるり)+玉田豊夢(100s)
- 木村カエラ『ROCK』（2013年10月30日）
11.MY GENERATION / 木村カエラ xxx 岸田繁（fromくるり）
- トリビュートアルバム『高野寛 ソングブック～TRIBUTE TO HIROSHI TAKANO～』（2014年8月6日）
6.「ベステン ダンク」
- tofubeats『POSITIVE』（2015年9月16日）
10.くりかえしのMUSIC feat. 岸田繁(くるり)
- 『ソウル・フラワー・ユニオン&ニューエスト・モデル 2016トリビュート』（2016年8月3日）
7. 潮の路
- 「かんがえがあるカンガルー」 - NHK『みんなのうた』2016年2・3月新曲 / 歌・作曲[12]
- 阪急電鉄 十三駅 発車メロディー（2019年2月2日 -2024年3月29日 ）[13]
- 『リラックマとカオルさん オリジナル・サウンドトラック』（2019年4月10日）
- サニーデイ・サービス『もっといいね!』（配信：2020年11月25日／「サニーデイ・サービス TOUR 2020」各会場先行販売：2020年12月22日／一般発売：2021年3月17日）[14][15]
13. 雨が降りそう 2 Many Raindrops Remix　Remixed by 岸田繁
- サニーデイ・サービス × カーネーション × 岸田繁『お〜いえんけん!ちゃんとやってるよ! 2020セッション』（2020年11月25日）
- 『映画「ちひろさん」-オリジナル・サウンドトラック-』（2023年3月1日）
- 花譜 & 岸田繁『愛のまま』（2024年1月3日）

### 楽曲提供
- hàl『二十歳のころ』（1999年5月21日）
6.19（作詞：岸田繁/作曲：岸田繁）
- 矢野顕子『ホントのきもち』（2004年10月27日）
1.行かないで（作詞：矢野顕子・岸田繁、作曲：矢野顕子・岸田繁）
2.N.Y.C.（作詞：矢野顕子、作曲：岸田繁・矢野顕子）
3.まっ赤なビー玉（作詞、作曲：岸田繁）
5.おいてくよ（作詞：矢野顕子・岸田繁、作曲：岸田繁・矢野顕子)
6.Night Train Home acoustic version（作詞：岸田繁・矢野顕子、作曲：矢野顕子）
- 湯川潮音『緑のアーチ/裸の王様』（2005年8月3日）
2.裸の王様（作詞：湯川潮音/作曲：岸田繁）
- 矢野顕子『PRESTO』（2006年2月1日）
1.PRESTO（作詞：矢野顕子・岸田繁/作曲：矢野顕子・岸田繁）
- 木村カエラ『Circle』（2006年3月8日）
10.Dancing now（作詞：木村カエラ/作曲：岸田繁）
- 土岐麻子『TOUCH』（2009年1月14日）
10.ふたりのゆくえ（作詞：岸田繁/作曲：岸田繁）
- 新垣結衣『hug』（2009年6月17日）
6.進化論（作詞：いしわたり淳治/作曲：岸田繁）
- 石川さゆり『X -Cross-』（2012年9月19日）
1.山査子（作詞：岸田繁/作曲：岸田繁）
6.石巻復興節（作詞：石巻のみなさん・岸田繁・Sayuri/作曲：岸田繁）
- 木村カエラ『PUNKY』（2016年10月19日）
11.向日葵（作詞：kaela/作曲：岸田繁）
- CHARA『Sympathy』（2017年7月19日）
1.Tiny Dancer（作詞：Chara/作曲：岸田繁）
- 坂本真綾『菫/言葉にできない』（2022年5月25日）
1.菫（作詞：坂本真綾/作曲：岸田繁）

### 書籍
- 「石、転がっといたらええやん。」(2017年5月26日/9784860521264/ロッキング・オン)

## プレイスタイル
- 岸田のプレイスタイルはロー・ポジションでのバッキングを多用するというものであるが、開放弦を交えたテンション・コードや変則チューニング（DADGADなど）を駆使し、複雑な和声や特徴的なコードワークを交えながら演奏する一方、シンプルなブルース・ロック風のプレイを聴くこともできる。また、アコースティック・ギターやアイリッシュ・ブズーキなども演奏することが多い。
- 主に使用しているギターはテレキャスターやギブソン・SG、リッケンバッカー・360など。カポタストを使用する際はリッケンバッカーやグレッチ、半音下げや一音下げの場合はストラトキャスターと使い分けている。アコースティックギターはギブソン社製のものを使用。初期の頃はレスポールも使用していた。ストラトキャスターは佐藤の父から借りたものを大学時代から長年使用している。[16]
- ギターアンプはハイワット、マッチレス、ヴォックスなどを使い分けていたが、近年はヴォックスの他にCARRを使用している。
- 特にアルバム「アンテナ (くるりのアルバム)」前後の頃はほとんどアンプとギターだけで音作りをし（そのため上記のギター以外にも12弦ギターやバンジョーなど多数所持している）、エフェクターはノイズを得るためにレコーディングの際に使用するのみと語っていた。その後の音源やライブではエフェクターもしばしば使用している。
- 過去にはライブやレコーディング時に打ち込み系の曲でPro ToolsやCDJの前に立つ事もあったり、近年ではハンドマイクでステージに立つこともある。なお、Pro-Toolsでのプログラミングや編集、作編曲も行なっている。

## 出演

### テレビ
- タモリ倶楽部 不定期出演（主に鉄道企画）（テレビ朝日）
- ファミリーヒストリー「くるり・岸田繁～京都に生きる誇り 運命を変えた上海～」（NHK・2015年1月）
- ボクらの時代「妻夫木聡×岸田繁×奥田民生 自分のことを時々褒める」（フジテレビ系・2017年9月）

### 映画
- 色即ぜねれいしょん（田口トモロヲ監督、2009年）

### 出演イベント
- 2004年01月25日 - SOUL OF どんと 2004
- 2004年12月 - 矢野顕子 さとがえるコンサート 2004
- 2005年01月30日 - SOUL OF どんと 2005 ～どんとトリビュート soul show～
- 2008年01月26日 - soul of どんと 2008 ～どんとトリビュート soul show～
- 2008年04月04日 - 共鳴野郎スペシャルLIVE～FIRST FINALE～
- 2009年09月22日 - 京都音楽博覧会2009
奥田民生のゲストとして出演。
- 2010年08月15日 - soul of どんと 2010 ～復活!10周年 SPECIAL!～
- 2012年09月22日 - 京都音楽博覧会2012
- 2012年12月21日 - 中村一義デビュー15周年記念ライブ 最終公演「博愛博 2012」
- 2013年04月20日 - J-WAVE 25th ANNIVERSARY TOKYO Guitar Jamboree
- 2013年04月29日 - WHOLE LOVE KYOTO -After Party-
- 2013年05月04日 - JAPAN JAM 2013
奥田民生のゲストとして出演。
- 2013年06月08日 - 細野晴臣 Heavenly Musicコンサート
- 2015年02月10日 - 眠レヌ夜ニ音楽ヲ(仮)Vol.0
- 2015年03月14日 - J-WAVE TOKYO GUITAR JAMBOREE
- 2015年06月13日 - 松島パークフェスティバル前夜祭スペシャルライヴ
- 2015年12月22日 - 奥田民生 生誕50周年伝説 "となりのベートーベン"
- 2016年09月18日 - 京都音楽博覧会2016
- 2016年11月05日 - 京都市立芸術大学 芸祭2016 "地獄のファン!ファン!ファーレ!"
- 2016年12月18日 - 矢野顕子 さとがえるコンサート2016
- 2017年02月08日 - 森亀橋 2017 presents Your Songs, Our Songs powered by FM COCOLO765
- 2018年11月05日 - Homecomings × 京都新聞 2018寒梅館コンサート「Our Town, Our News」
- 2018年11月08日 - Homecomings 2018寒梅館コンサート「Our Town, Our News」
- 2019年03月10日 - LOVE FM FESTIVAL 2019 Meets. FASHION MONTH FUKUOKA ASIA
- 2019年09月29日 - Mt.FUJIMAKI 2019